# Wolf (Album)
Wolf ist das zweite Studioalbum des US-amerikanischen Rappers Tyler, the Creator, das im April 2013 erschien.

## Entstehung und Veröffentlichung
Die Erstveröffentlichung von Wolf erfolgte am 1. April 2013 bei Odd Future Records. Das Album erschien in seiner Originalausführung als CD mit 18 Titeln (Katalognummer: 88765453842). Ein Jahr später, am 11. April 2014, erschien es erstmals als LP-Ausführung bei Columbia Records (Katalognummer: 88765493061).
Geschrieben und produziert wurden alle Lieder vom Interpreten selbst. Während er für die Produktion alleine verantwortlich war, bekam er beim Schreibprozess einiger Lieder Unterstützung durch Koautoren.

## Titelliste
1. Wolf – 1:50
2. Jamba (feat. Hodgy Beats) – 3:32
3. Cowboy – 3:15
4. Awkward – 3:47
5. Domo23 – 2:38
6. Answer – 3:50
7. Slater (feat. Frank Ocean) – 3:53
8. 48 – 4:07
9. Colossus – 3:33
10. PartyIsntOver/Campfire/Bimmer (feat. Lætitia Sadier & Frank Ocean) – 7:18
11. IFHY (feat. Pharrell Williams) – 5:19
12. Pigs – 4:14
13. Parking Lot (feat. Casey Veggies & Mike G) – 3:53
14. Rusty (feat. Domo Genesis & Earl Sweatshirt) – 5:09
15. Trashwang (feat. Na'kel, Jasper, Lucas, L-Boy, Taco, Left Brain & Lee Spielman) – 4:42
16. Treehome95 (feat. Coco O. & Erykah Badu) – 3:00
17. Tamale – 2:46
18. Lone – 3:57

## Rezeption

### Kritik
Die E-Zine Laut.de bewertete Wolf mit drei von möglichen fünf Bewertungspunkten. Auf dem Album begegnen wie „improvisiert hingeworfene Klaviernoten“ „staubigen Drums, souligen Streichern und perlenden Synthiemelodien“. Die Rhythmen der Produktionen „fordern heraus, treiben vor sich her oder lullen ein“. Des Weiteren sei der Flow des Rappers laut Redakteurin Dani Fromm souverän, allerdings ziehe „sein Depri-Vortrag einen auf Dauer einfach“ herunter.

### Bestenliste
In der Liste der besten „Hip Hop-Alben des Jahres“ 2013 von Laut.de wurde Wolf auf Rang 24 platziert. Aus Sicht der Redaktion sei Wolf „an vielen Stellen zugänglicher als sein Vorgänger“. Dennoch zeichne sich Tyler, the Creator durch „eine rohe, tiefe Stimme gepaart mit einer […] verschachtelten Story“ aus.

## Kommerzieller Erfolg

### Chartplatzierungen
Wolf avancierte zum Top-10-Erfolg in den US-amerikanischen Billboard 200 (Rang 3) sowie in Dänemark (Rang 10).
| ChartsChartplatzierungen       | Höchstplatzierung | Wochen |
| ------------------------------ | ----------------- | ------ |
| Deutschland (GfK)              | 99 (1 Wo.)        | 1      |
| Vereinigte Staaten (Billboard) | 3 (12 Wo.)        | 12     |
| Vereinigtes Königreich (OCC)   | 17 (2 Wo.)        | 2      |

### Auszeichnungen für Musikverkäufe
Wolf verkaufte sich laut Schallplattenauszeichnungen über eine Million Mal. Es bekam unter anderem in den Vereinigten Staaten eine Platin-Schallplatte für das Erreichen eines Millionensellers, dort verkaufte sich das Album alleine in der ersten Verkaufswoche über 89.895 Mal. In der zweiten Woche verkaufte es dort noch 18.000 Einheiten.
| Land/Region                  | Auszeichnungen für Musikverkäufe (Land/Region, Auszeichnung, Verkäufe) | Verkäufe  |
| ---------------------------- | ---------------------------------------------------------------------- | --------- |
| Vereinigte Staaten (RIAA)    | Platin                                                                 | 1.000.000 |
| Vereinigtes Königreich (BPI) | Silber                                                                 | 60.000    |
| Insgesamt                    | 1× Silber · 1× Platin ·                                                | 1.060.000 |

Hauptartikel: Tyler, the Creator/Auszeichnungen für Musikverkäufe